# Kransburg
Kransburg is een gehucht in de Duitse deelstaat Nedersaksen. Het maakte deel uit van de gemeente Midlum, die zelf deel was van de samtgemeinde Land Wursten in het Landkreis Cuxhaven.  Op 1 januari 2015 ging Midlum samen met de andere gemeenten uit de Samtgemeinde Land Wursten en de gemeente Nordholz op in  de eenheidsgemeente Wurster Nordseeküste. Het ligt 2½ km ten zuiden van Midlum.
De plaatsnaam is van de kraanvogel afgeleid. Gelegen ten zuiden van Midlum. In de Tweede Wereldoorlog hebben de Duitsers in de omgeving van Kransburg een nep-vliegveld (Scheinflugplatz) aangelegd. Enige malen zijn de Geallieerden erin getrapt, waardoor een voor het echte militaire vliegveld, enige kilometers verderop, bedoeld luchtbombardement geen schade van betekenis veroorzaakte. Het huidige Kransburg is een gehucht, dat voornamelijk uit een meertje met daaromheen een vakantiehuisjespark bestaat.

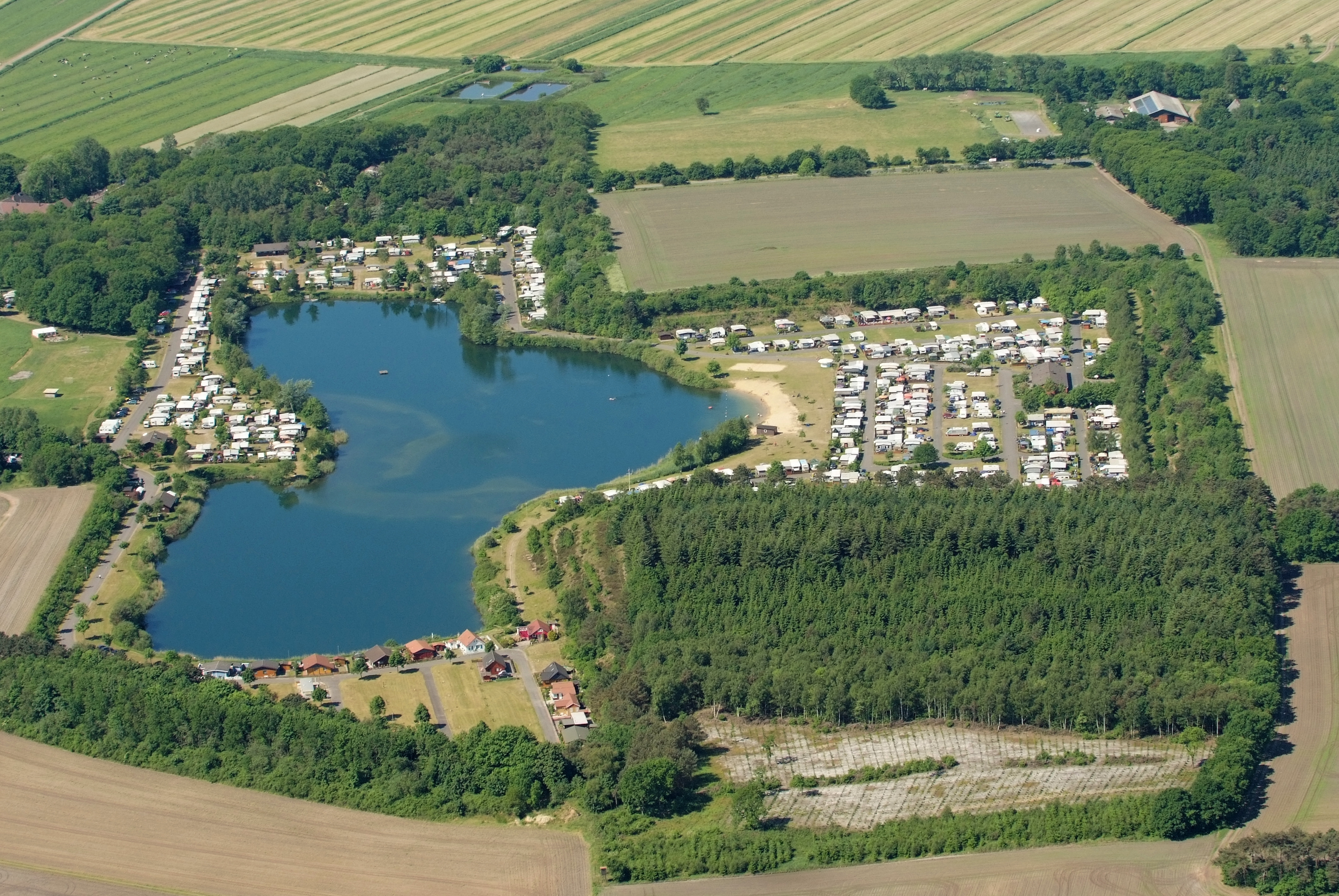
Recreatieterrein Kransburger See (mei 2012)